# Château de Pierregrosse
Le château de Pierregrosse, est un château situé à Saint-Alban-d'Ay dans le département de l'Ardèche en France.

## Historique
Le château de Pierregrosse, situé à côté du château des Rieux, dont il n'est séparé que par le ruisseau d'Embrun, tire son nom d'un énorme rocher qui servirait encore de fondation à une partie du château. 
Au XVe siècle on voit Gonon de Pierregrosse vivant entre 1415 et 1461.

## Galerie

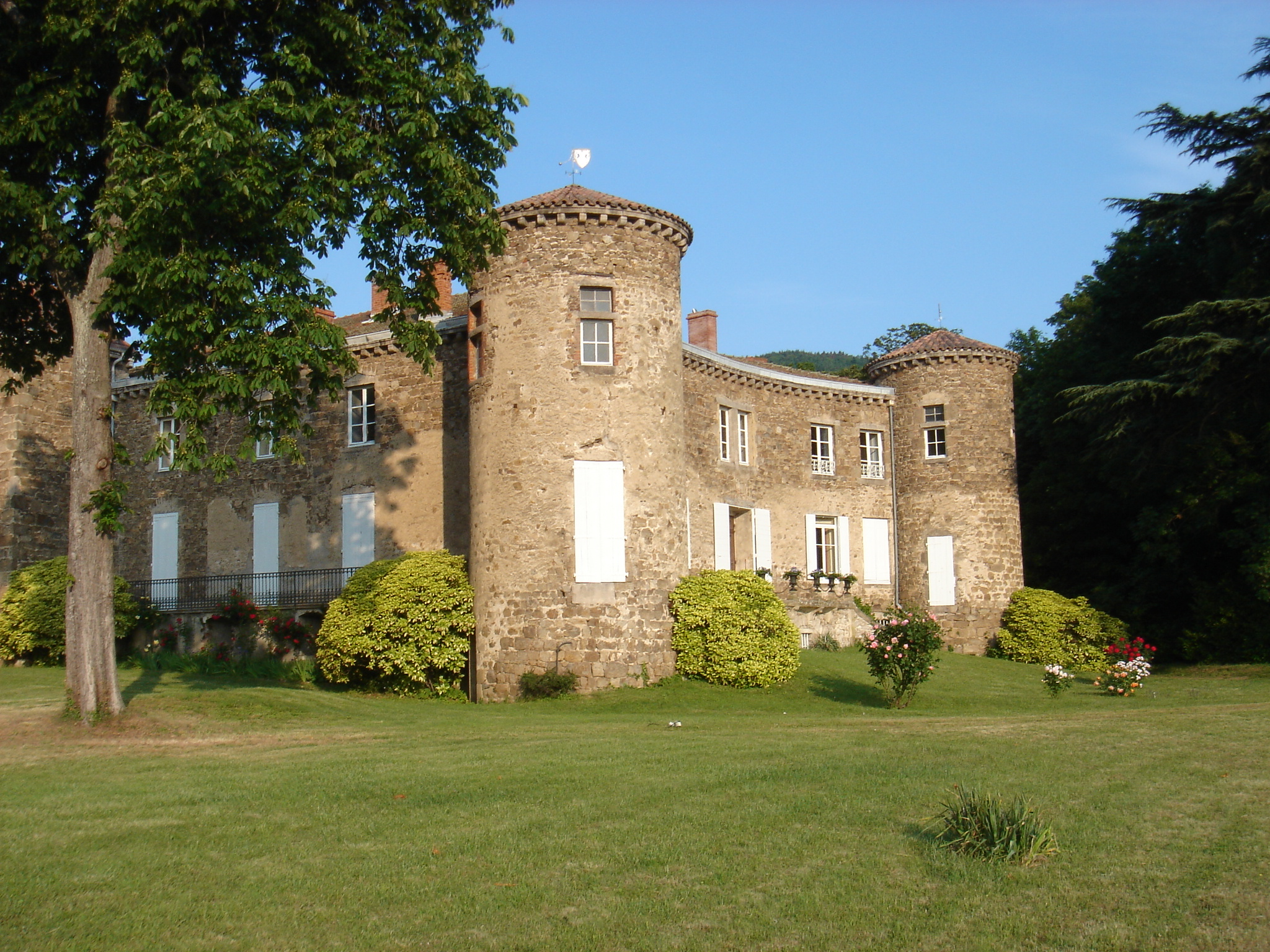
Vue de côté